# Uri Lupolianski

Uri Lupolianski

Uri Lupolianski, hebräisch אורי לופוליאנסקי, (* 1951 in Haifa) ist ein israelischer Politiker. Von 2003 bis 2008 war er Bürgermeister Jerusalems. Er ist der erste ultraorthodoxe Jude, der als Bürgermeister gewählt wurde.

## Leben
Uri Lupolianski besuchte die Yavne School in Haifa und danach die Schule Yeshivat Hanegev. Nach dem Wehrdienst in den israelischen Streitkräften war er Lehrer in einer religiösen Schule in Jerusalem.
1976 gründete er Yad Sarah, eine Organisation, die Kranken, Alten und Einsamen eine Vielzahl von Hilfeleistungen bietet, in Erinnerung an seine im Holocaust umgekommene Großmutter Sara Lupolianski. Heute hat Yad Sarah 6000 freiwillige Mitglieder und 96 Niederlassungen im ganzen Land.
Lupolianski ist Mitglied der Partei Degel haTora. 1989 wurde er in den Stadtrat Jerusalems gewählt. Er war Vorsitzender des Bau- und Planungsausschusses, stellvertretender Bürgermeisters und zuständig für Programme der Familienhilfe. 2003 wurde er zum Bürgermeister gewählt.
Uri Lupolianski ist verheiratet und hat zwölf Kinder.

## Ehrungen
Für seine Arbeit mit Yad Sarah erhielt Lupolianski zahlreiche Preise und Auszeichnungen, unter anderem den Israel-Preis, den President’s Volunteer Prize, den Knesset Speaker’s Award und den Kaplan-Preis für Tüchtigkeit.